# Copthorne
Copthorne är en ort i Storbritannien.   Den ligger i grevskapet West Sussex och riksdelen England, i den södra delen av landet, 40 km söder om huvudstaden London. Copthorne ligger 76 meter över havet och antalet invånare är 5 000.
Terrängen runt Copthorne är platt. Runt Copthorne är det tätbefolkat, med 383 invånare per kvadratkilometer. Närmaste större samhälle är Crawley, 5,4 km sydväst om Copthorne. Trakten runt Copthorne består i huvudsak av gräsmarker.